# Cocoșul decapitat (film)

Cocoșul decapitat este un film românesc, realizat în anul 2008, de regizorul Radu Gabrea, după romanul omonim al lui Eginald Schlattner, în care prezintă începutul sfârșitului prezenței sașilor în Transilvania.

## Distribuția
- David Zimmerschied - Felix Goldschmidt
- Alicja Bachleda-Curus - Gisela Glückselig
- Axel Moustache - Hans Adolf Bediner
- Ioana Teodora Iacob - Alfa Sigrid Binder
- Werner Prinz - Bunicul Goldschmidt
- Ági Margittay - Bunica Goldschmidt
- Victoria Cociaș - Dna. Goldschmidt
- Oliver Stritzel - Eugen Goldschmidt
- Florian Brückner - Engelbert Goldschmidt
- Marion Mitterhammer - Mătușa Hermine
- Monica Ghiuță - Contesa Filality
- Ovidiu Schumacher - Preotul Stamm
- Dorel Vișan - Mailat
- Stefan Murr - Csontos
- Mathias Franz Stein - Karlibuzzi
- Radu Dinulescu - Dl. Glückselig
- Irina Deac - Dna. Glückselig
- Vlad Rădescu - Colonelul Popescu
- Boris Gaza - Roland
- Radu Gabrea - Dr. Schul
- Mihai Iliescu - Bărbatul cu haină de piele